# Monarquías en Oceanía
Hay seis monarquías en Oceanía; es decir: estados soberanos autónomos en Oceanía donde el poder supremo reside con un jefe hereditario individual, que es reconocido como jefe de Estado. Cada una es una monarquía constitucional, en la que el soberano hereda su cargo, generalmente lo mantiene hasta la muerte o abdicación, y está sujeto a leyes y costumbres en el ejercicio de sus poderes. Cinco de estos estados independientes comparten al monarca británico como su respectivo jefe de Estado, haciéndolos parte de una agrupación global conocida como los reinos de la Mancomunidad; además, todas las monarquías de Oceanía son miembros de la Mancomunidad de Naciones. La única monarquía soberana de Oceanía que no comparte una monarca con otro estado es Tonga. Australia y Nueva Zelanda tienen dependencias dentro y fuera de la región, aunque Nueva Zelanda, Papúa Nueva Guinea y Francia reconocen cinco monarcas constituyentes no soberanos.

## Monarquías actuales
| País                                                     | Tipo           | Sucesión                                                       | Dinastía | Título | Titular    | Nacimiento                        | Monarca desde                    | Primero en línea             |
| -------------------------------------------------------- | -------------- | -------------------------------------------------------------- | -------- | ------ | ---------- | --------------------------------- | -------------------------------- | ---------------------------- |
| Mancomunidad de Australia                                | Constitucional | Hereditario (primogenitura absoluta)                           | Windsor  | Rey    | Carlos III | 14 de noviembre de 1948 (76 años) | 8 de septiembre de 2022 (2 años) | Guillermo, Príncipe de Gales |
| Reino de Nueva Zelanda (incluidas las Islas Cook y Niue) | Constitucional | Hereditario (primogenitura absoluta)                           | Windsor  | Rey    | Carlos III | 14 de noviembre de 1948 (76 años) | 8 de septiembre de 2022 (2 años) | Guillermo, Príncipe de Gales |
| Estado Independiente de Papúa Nueva Guinea               | Constitucional | Hereditario (primogenitura absoluta)                           | Windsor  | Rey    | Carlos III | 14 de noviembre de 1948 (76 años) |                                  | Guillermo, Príncipe de Gales |
| Islas Salomón                                            | Constitucional | Hereditario (primogenitura absoluta)                           | Windsor  | Rey    | Carlos III | 14 de noviembre de 1948 (76 años) |                                  | Guillermo, Príncipe de Gales |
| Tuvalu                                                   | Constitucional | Hereditario (primogenitura absoluta)                           | Windsor  | Rey    | Carlos III | 14 de noviembre de 1948 (76 años) |                                  | Guillermo, Príncipe de Gales |
| Reino de Tonga                                           | Constitucional | Hereditario (primogenitura cognática de preferencia masculina) | Tupou    | Rey    | Tupou VI   | 12 de julio de 1959               | 18 de marzo de 2012              | Tupoutoʻa ʻUlukalala         |
| Territorio                                               | Tipo           | Sucesión                                                       | Dinastía | Título | Titular    | Nacimiento                        | Monarca desde                    | Primero en línea             |
| Islas Pitcairn (Territorio británico de ultramar)        | Constitucional | Hereditario (primogenitura absoluta)                           | Windsor  | Rey    | Carlos III | 14 de noviembre de 1948 (76 años) | 8 de septiembre de 2022 (2 años) | Guillermo, Príncipe de Gales |

| Territorio o movimiento                  | Tipo        | Sucesión | Titular              | Reina desde             | Primero en línea |
| ---------------------------------------- | ----------- | -------- | -------------------- | ----------------------- | ---------------- |
| Movimiento del rey maorí (Nueva Zelanda) | Tradicional | Electivo | Ngā Wai Hono i te Pō | 5 de septiembre de 2024 |                  |
| Wallis y Futuna Uvea (Francia)           | Tradicional | Electivo | Kapiliele Faupala    | 25 de julio de 2008     | ninguno          |
| Wallis y Futuna Alo (Francia)            | Tradicional | Electivo | Vacante              | -                       | ninguno          |
| Wallis y Futuna Sigave (Francia)         | Tradicional | Electivo | Polikalepo Kolivai   | 3 de julio de 2010      | ninguno          |

### Australia
La monarquía australiana se remonta a unos cientos de años.[cita requerida] Los exploradores europeos comenzaron a encontrar el continente de Australia desde principios del siglo XVII, y el Reino de Gran Bretaña fundó y pobló asentamientos coloniales a partir de 1788. Antes del asentamiento europeo, se estima que medio millón de aborígenes australianos formaron cientos de agrupaciones sociales diferentes. Finalmente, el gobierno británico otorgó a los australianos más y más poderes para gobernarse a sí mismos. El 9 de julio de 1900, en uno de sus últimos actos antes de morir el 22 de enero de 1901, la reina Victoria dio el consentimiento real a la Ley de la Commonwealth of Australia que daría a Australia su propia constitución y gobierno federal. El 1 de enero de 1901, el gobernador general, Lord Hopetoun, declaró la federación de seis estados australianos y varios territorios en Centennial Park, Sídney. Treinta años después de que el Estatuto de Westminster otorgó la igualdad a los reinos y finalmente el 3 de marzo de 1986 la Ley de Australia (en el Reino Unido y Australia) otorgó total independencia a Australia en teoría, aunque en la práctica ya operaba mayoritariamente de forma independiente.
En 1999 Australia celebró un referéndum sobre la posibilidad de convertirse en república o no; el referéndum resultó en la retención de la monarquía australiana. La mayoría de todos los votantes y todos los estados rechazaron la propuesta.
El reino de Australia comprende seis estados federados y tres territorios federales (incluido el Territorio de Jervis Bay). También incluye una serie de territorios externos administrados por el gobierno federal: las Islas Ashmore y Cartier, la Isla de Navidad, las Islas Cocos (Keeling), las Islas del Mar del Coral, las Islas Heard y McDonald, la Isla Norfolk y el Territorio Antártico Australiano.

### Nueva Zelanda
Nueva Zelanda también tenía un pueblo nativo antes de la llegada de los colonizadores europeos; los maoríes, un pueblo polinesio, se establecieron en las islas alrededor del año 1300 d. C. El Tratado de Waitangi, firmado el 6 de febrero de 1840, fue un acuerdo entre los jefes maoríes de la Isla Norte y representantes de la entonces Corona británica; aproximadamente 500 otros jefes maoríes en toda Nueva Zelanda firmaron más tarde. Tras el Tratado, las islas de Nueva Zelanda se convirtieron en una colonia de la Corona británica y la reina Victoria se convirtió en la monarca de Nueva Zelanda.
La monarquía de Nueva Zelanda ha evolucionado para convertirse en una institución claramente neozelandesa, representada por símbolos únicos. La Reina de Nueva Zelanda se consideraría, entonces, un monarca legalmente distinto del monarca del Reino Unido. Este ha sido el caso desde la aprobación del Estatuto de Westminster, que introdujo el concepto de que, aunque Gran Bretaña y sus dominios tienen soberanos que son legal y constitucionalmente distintos aunque sean compartidos por la misma persona. La Ley de la Constitución de 1986 declara que "El soberano de derecho de Nueva Zelanda es el jefe de Estado de Nueva Zelanda, y será conocido por el estilo real y los títulos proclamados de vez en cuando". Las funciones constitucionales de la Reina se han delegado casi en su totalidad a un gobernador general, a quien nombra por consejo del primer ministro de turno. Cuando la Reina ha visitado Nueva Zelanda, ha presidido la apertura del Parlamento y ha realizado otros actos normalmente delegados al gobernador general. El papel de la monarquía en Nueva Zelanda es un tema recurrente de discusión pública.
El Reino de Nueva Zelanda es el área completa sobre la cual la Reina de Nueva Zelanda es soberana y comprende dos estados asociados, Niue y las Islas Cook, y los territorios de Tokelau y la Dependencia de Ross (el reclamo territorial de Nueva Zelanda en la Antártida).

### Papúa Nueva Guinea
La monarquía de Papúa Nueva Guinea es un sistema de gobierno en el que un monarca hereditario es el jefe de Estado. El actual monarca de Papúa Nueva Guinea es el Rey Carlos III. El monarca está representado constitucionalmente por el Gobernador General de Papúa Nueva Guinea, cuyas funciones y poderes están establecidos en la Constitución del Estado Independiente de Papúa Nueva Guinea.
Después de ser gobernada por tres potencias externas desde 1884, Papúa Nueva Guinea obtuvo su independencia de Australia en 1975. Eligió convertirse en un reino de la Mancomunidad de Naciones.

### Islas Salomón
El jefe de Estado de las Islas Salomón es el Rey Carlos III. Las Islas Salomón comparten el soberano con varios reinos de la Mancomunidad de Naciones. Las funciones constitucionales del monarca se han delegado casi en su totalidad al Gobernador General de las Islas Salomón. La sucesión real se rige por la Ley de liquidación inglesa de 1701, que forma parte del derecho constitucional.
En todos los asuntos del Estado de las Islas Salomón, el monarca es asesorado únicamente por ministros de las Islas Salomón, ni británicos ni de otro tipo.

### Tonga
La Casa de Tupou se formó en 1875 cuando se presentó el papel constitucional del monarca.
En julio de 2008, tres días antes de su coronación, el rey George Tupou V anunció que renunciaría a la mayor parte de su poder y se guiaría por las recomendaciones de su primer ministro en la mayoría de los asuntos.
El actual monarca es Tupou VI.

### Tuvalu
Los primeros habitantes de Tuvalu fueron los polinesios. Las islas quedaron bajo la esfera de influencia del Reino Unido a finales del siglo XIX. Las Islas Ellice fueron administradas por Gran Bretaña como parte de un protectorado desde 1892 hasta 1916 y como parte de la Colonia de las Islas Gilbert y Ellice desde 1916 hasta 1974. En 1974, los isleños de Ellice votaron por un estado de dependencia británico separado como Tuvalu, separándose de las islas Gilbert que se convirtieron en Kiribati tras la independencia. Tuvalu se volvió completamente independiente dentro de la Commonwealth en 1978.
Un referéndum constitucional celebrado el 30 de abril de 2008 arrojó 1.260 votos contra 679 a favor de la retención de la monarquía.

Las islas que hace Wallis y Futuna

### Wallis y Futuna
Wallis y Futuna es una colectividad de ultramar de la República Francesa en la Polinesia que consta de tres islas principales (Wallis, Futuna y la mayoritariamente deshabitada Alofi) y varios islotes diminutos. La colectividad está formada por tres reinos tradicionales: Uvea, en la isla de Wallis, Sigave, en la parte occidental de la isla de Futuna, y Alo, en la isla de Alofi y en la parte oriental de la isla de Futuna. El rey de Uvea es Kapiliele Faupala y el rey de Sigave es Visesio Moeliku. Han reinado desde 2008 y 2004, respectivamente. El trono de Alo está vacante, ya que el último rey, Petelo Vikena, coronado en 2008, abdicó el 22 de enero de 2010, y el Consejo de Jefes aún no ha elegido un nuevo rey.
El territorio fue anexado por la República Francesa en 1888 y quedó bajo la autoridad de otra colonia francesa, Nueva Caledonia. Los habitantes de las islas votaron en un referéndum de 1959 para convertirse en una colectividad de ultramar de Francia, a partir de 1961. La colectividad se rige como una república parlamentaria, los ciudadanos eligen una Asamblea Territorial, cuyo presidente se convierte en jefe de Gobierno. Su gabinete, el Consejo del Territorio, está integrado por los tres reyes y tres ministros designados. Además de este papel parlamentario limitado que juegan los Reyes, los sistemas legales consuetudinarios de los reinos individuales tienen cierta jurisdicción en áreas del derecho civil.

## Antiguas monarquías
Nota: las fechas de abolición son desde el momento en que los reinos perdieron su soberanía; A veces, la realeza todavía se conservaba bajo el dominio colonial.
- Islas Marquesas: abolida (soberanía obtenida en 1842)
  -  Taiohae (Nuku Hiva): abolida (1901)
  -  Tahuata: abolida (1889)
- Reino de Tahití: abolida (1880)
- Mangareva: abolida (1881)
- Rapa Iti: abolida (1881)
- Reino de Rapa Nui: abolida (1888)
- Reino de Bora Bora: abolida (1895)
- Reino de Raiatea: abolida (1888)
- Reino de Rarotonga: abolida (1893)
- Reino de Hawái: abolida (1893)
- Huahine: abolida (1895)
- Niuē-Fekai: abolida (1900)
- Rurutu: abolida (1900)
- Rimatara: abolida (1901)
- Reino de Fiyi: abolida (gobierno nativo de 1874)
- Samoa: cambio de estado (2007)